# Francisco Asís de Icaza y León
Francisco Asís de Icaza y León (* 1903; † 1985) war ein mexikanischer Diplomat.

## Leben
Francisco  Asís de Icaza y León war der Sohn von Carmen Beatriz de León und Francisco de Icaza. Zu seinen fünf Geschwistern gehörte die Romanautorin Carmen de Icaza (* 1899 Madrid; † 1979)
Francisco Asís de Icaza y León trat 1929 in den auswärtigen Dienst.
Vom 22. Juli 1947 bis 29. März 1949 war er der erste Botschafter der mexikanischen Regierung im Libanon. Im August und November 1950 wurde er zum Botschafter bei den Regierungen von Syrien und des Iraks ernannt.
Mit Sitz in Tokio war er von 13. April 1967 bis 1. August 1968 der letzte Botschafter der mexikanischen Regierung bei der Regierung von Chiang Kai-shek in der Taipeh.